# Doris Appel

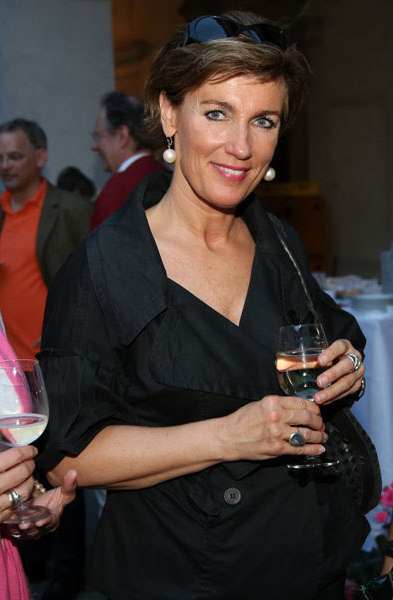
Doris Appel (2014)

Doris Appel (* 13. Juni 1961 in Wien) ist eine österreichische Journalistin und Fernsehmoderatorin.
Appel studierte Kommunikationswissenschaften und Bibelwissenschaft an der Universität Wien. Von 1988 bis 2000 war sie Redakteurin und Moderatorin bei Ö1. Zwischen 1995 und 2010 moderierte Doris Appel die wöchentliche Fernsehsendung Orientierung, seit 2003 die Dokumentationsreihe kreuz & quer. Seit Februar 2010 ist sie zudem Leiterin der Abteilung Religion im ORF-Radio.
In der Spielzeit 2013–14 des Burgtheaters wirkte sie als Moderatorin beim Projekt Die letzten Zeugen von Doron Rabinovici und Matthias Hartmann mit.